# Confetti
Confetti (カンフェティ)は、ロングランプランニング株式会社が運営するチケット販売および芸術団体向けサービスサイト。同名のフリーペーパーも同社から発行されている。「confetti」とは、英語で「紙ふぶき」の意味。

## チケット販売
取り扱う公演のジャンルには舞台、音楽、イベント・アート等があり、特に舞台公演(演劇、ダンス等)が約７割を占め最も多く、他のプレイガイドでは取り扱われない小劇場系のチケットも扱っている。
チケットの購入には、事前にウェブサイトでの会員登録を行う必要がある。
予約したチケットはセブン-イレブンでの発券が可能。また、オペレーターによる無料電話予約サービスも行っている。

## 独自のサービス

### カンフェティポイント
チケットを購入するごとに貯まるポイント。次回以降チケット購入の際に1ポイント＝1円（100円単位）として利用できるほか、楽天Edyやnanaco、各種ギフト券等に交換することができる。

### 割引チケット
カンフェティでは定価チケットの他に割引価格のチケットも販売している。
- 理由あってなっトク価格！チケット

良席の保証ができなかったり、座席選択不可のため割引価格となっているチケット。
- カンフェティ席

興行主が、会員のために特別値引きした枚数限定割引チケット。
- イコーヨ市、ハヨイコ市

毎週決まった時間に売り出される会員限定の特別割引チケット。イコーヨ市は毎週月曜日19時から1枚154円で、ハヨイコ市は毎週木曜日19時から1枚815円で販売開始される。
- 満点チケット

販売開始時間未定・会員限定の特別チケット。該当のチケットを購入すると、ボーナスポイントが貯まる。

### 無料託児サービス
カンフェティでチケットを購入すると、その公演中の託児サービスを無料で利用することができる。託児は株式会社マザーズに委託しており、託児可能な曜日、時間と実施場所が決まっている。

### チケット買い戻しサービス
カンフェティで購入したチケットに限り、公演日の1ヶ月前までであれば購入額の5割で買い戻している。

### 高性能のオペラグラス「カブキグラス」貸し出しサービス
”自然にピントが合う””手ブレなし。拍手も可能””圧倒的な明るさ”の「カブキグラス」を、メーカー、サンテプラスとの承諾を得たプロジェクトにより、特別価格で貸し出しするサービスをおこなっている。

### カンフェティ倶楽部
企業の福利厚生の一環として、公演チケットが特別価格で購入できる。法人単位での事前申し込みが必要。

## 芸術団体向けサービス
公演やイベント主催者向けのサポート事業を行っている。

### チケット販売
直接販売（チケット販売システム「ゲッティ・カンフェティ版」貸出）と委託販売の2種類がある。

### 印刷・デザイン
チラシ、チケット、ハガキ、ポスター、当日パンフレット等の印刷およびチラシのデザインを行っている。

### 広告掲載
以下の媒体への広告掲載サービス。
- フリーペーパー『Confetti (カンフェティ)』
- フリーペーパー『TICKETS GO!GO!』
- Confetti (カンフェティ)ウェブサイト
- カンフェティ会員向けのメールマガジン

### チラシ折込代行
劇場公演の他、駅ラック、オフィス、スーパー等での公演チラシ折込代行。

### アンケートまるごとおまかせサービス
公演アンケートの折込や回収、集計代行。

### Confetti クラブオフ
芸術関係者向けの福利厚生サービス。登録すると、宿泊施設やレジャー施設を格安価格で利用できる。

## フリーペーパー『Confetti (カンフェティ)』
シアター情報を掲載する月刊、関西は隔月刊のフリーペーパー。2004年12月創刊。各劇場、駅、スーパー等で無料配布されている。また、ダイジェスト版や有料でバックナンバー電子版もある。
演劇、ミュージカル、バレエ、ダンス、クラシック、伝統芸能等の公演情報、インタビュー記事や、「読者限定チケット」として割引や特典がつくチケット情報も多く掲載されている。両面表紙となっていて、右開きの方から読むと演劇、お笑い等、左開きの方（表紙に『Confetti+(カンフェティプラス)』とある）から読むとクラシック、バレエ、ダンス、伝統芸能等の公演情報が載っている。
縮小版の『Confetti (カンフェティ)かわら本』は、劇場に公演を観に行った際に渡されるチラシ束の帯として手に入れることもできる。
ジャンル・規模ともに様々な公演の情報を掲載しており、「芸術全般に強い興味を持つ」20～30代の女性をターゲットとしている。

## その他のサービス

### カンフェティの旅
人気の俳優や歌手、タレントが同行するツアー旅行。
参加タレントによって企画内容が異なっている。
- これまでの主な企画　※()内は参加タレント
  - 「世界で一番つらい夏★ in 熱海」(久保ミツロウ・能町みね子)
  - 「わたノ。・o・。ヽと行く日帰り山梨いちご狩りツアー」（わたノ。・o・。ヽ）
  - 「～達也とかじもんの O mo te na shi～」（岡田達也・鍛治本大樹）
  - 「Ashバスツアー ～Ashとまるごと２日間の旅 in 栃木～」（中村誠治郎・根本正勝）